# Kobylnica Ruska
Kobylnica Ruska [pronunciación en polaco: /kɔbɨlˈɲiltsa ˈruska/] (en ucraniano: Кобильниця Руська, Kobyl'nytsia Rus'ka) es un pueblo ubicado en el distrito administrativo de Gmina Wielkie Oczy, dentro del Distrito de Lubaczów, Voivodato de Subcarpacia, en el sur de Polonia oriental, cercano a la frontera con Ucrania. Se encuentra aproximadamente a 7 kilómetros al oeste de Wielkie Oczy, a 18 kilómetros al sur de Lubaczów, y a 76 kilómetros al este de la capital regional Rzeszów.